# Namibia Premier League 1995
Die Saison 1995 der Namibia Premier League fand 1995 in ihrer fünften Saison als höchste Fußballliga Namibias statt. Meister wurde Black Africa aus Windhoek.

## Abschlusstabelle
Anmerkung: Die weiteren Teilnehmer der Saison sind laut Quelle unbekannt.
- Black Africa
- Blue Waters FC
- Civics FC
- Tigers
- Young Ones FC
- Eleven Arrows
- African Stars
- Robber Chanties
- Liverpool Okahandja
- Chief Santos
- Orlando Pirates
- Life Fighters FC